# Paille (ustensile)
Pour les articles homonymes, voir Paille (homonymie).

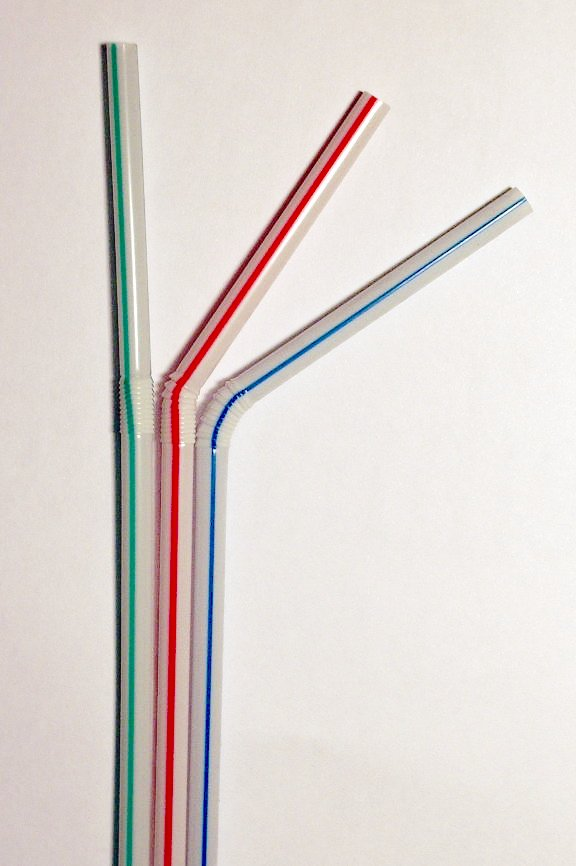
Plusieurs pailles coudées

Une paille, est un tube léger, historiquement faite en plastique (matériau interdit depuis le passage de la loi AGEC en Europe), dont on se sert pour aspirer, et le plus souvent boire, un liquide.
Elle se présente généralement sous la forme d'un cylindre, droit ou parfois articulé avec une charnière en accordéon. Il existe également des formes plus fantaisistes, avec des courbes et des boucles.
L'utilisation de pailles pour boire les sodas minimise le contact de la boisson avec les dents, et permet ainsi de réduire le risque de carie.
Dans l'Union européenne, quand elle est vendue avec une boisson à emporter, la paille est considérée comme un emballage (directive européenne 94/62/CE devenue 2004/12) et soumise à la contribution "Point Vert". C'est le cas par exemple de toutes les pailles dans un petit sachet collé sur le flanc des petites briques de boisson.

## Histoire

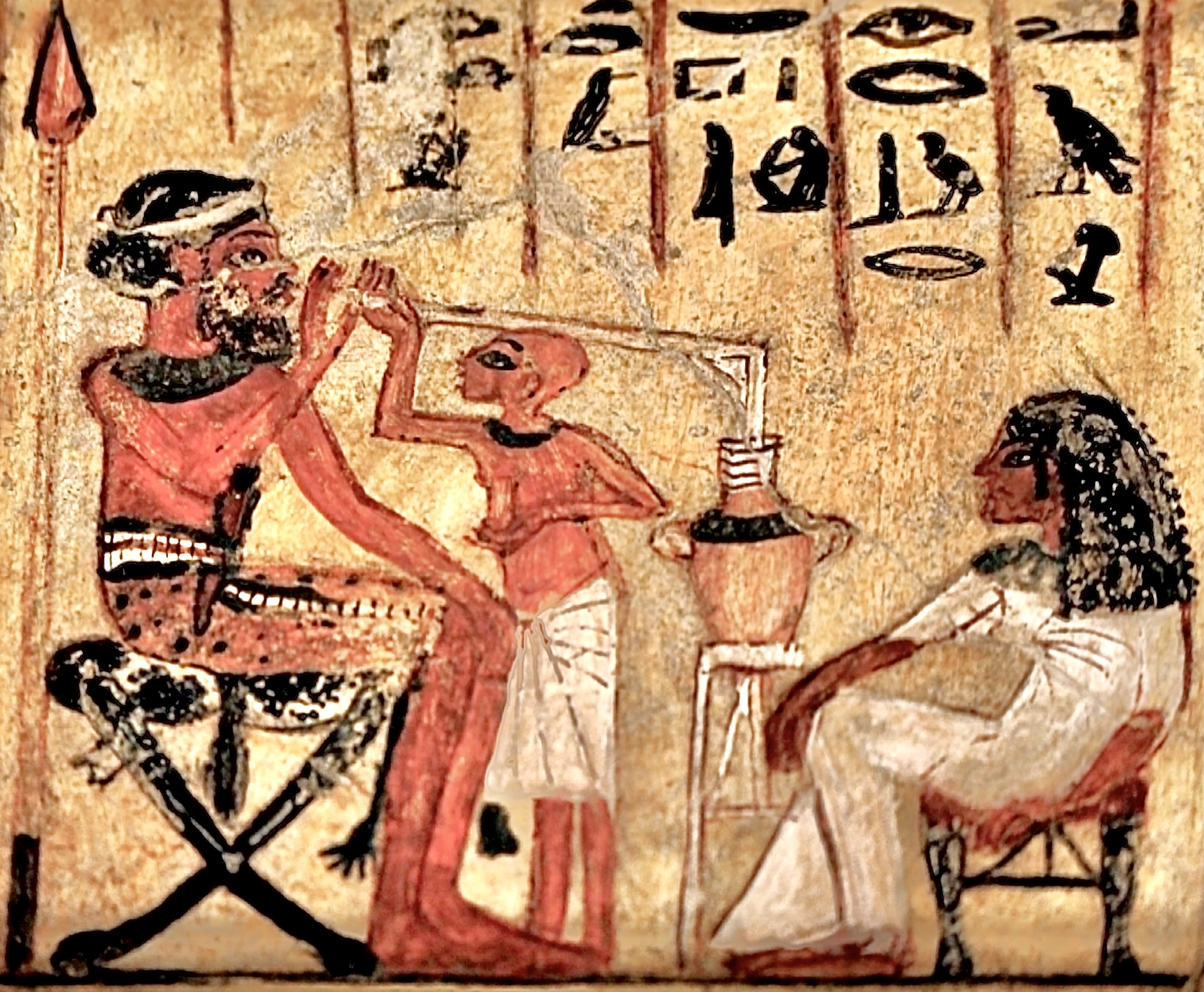
Peinture égyptienne antique, règne d'Akhenaton, vers 1300 av. illustrant l'utilisation d'une forme ancienne de paille pour boire de la bière. Musée égyptien de Berlin

D'après Horst Dornbusch, les premières pailles ont été inventées par les Sumériens au IVe millénaire av. J.-C., pour boire la bière. Un sceau datant d'environ 3100 av. J.-C. a en effet été découvert sur le site de l'ancienne cité sumérienne d'Ur ; il représente deux hommes utilisant une paille pour boire de la bière contenue dans une cruche. Les pailles des classes aisées étaient faites d'or et de lapis-lazuli, à l'image de celle qui fut retrouvée dans la tombe de Puabi.
Cette manière de consommer est toujours utilisée par certaines ethnies aujourd'hui, afin de boire leurs bières traditionnelles. Les Berlinois continuent également quant à eux de déguster leur Berliner Weiße à l'aide d'une paille.

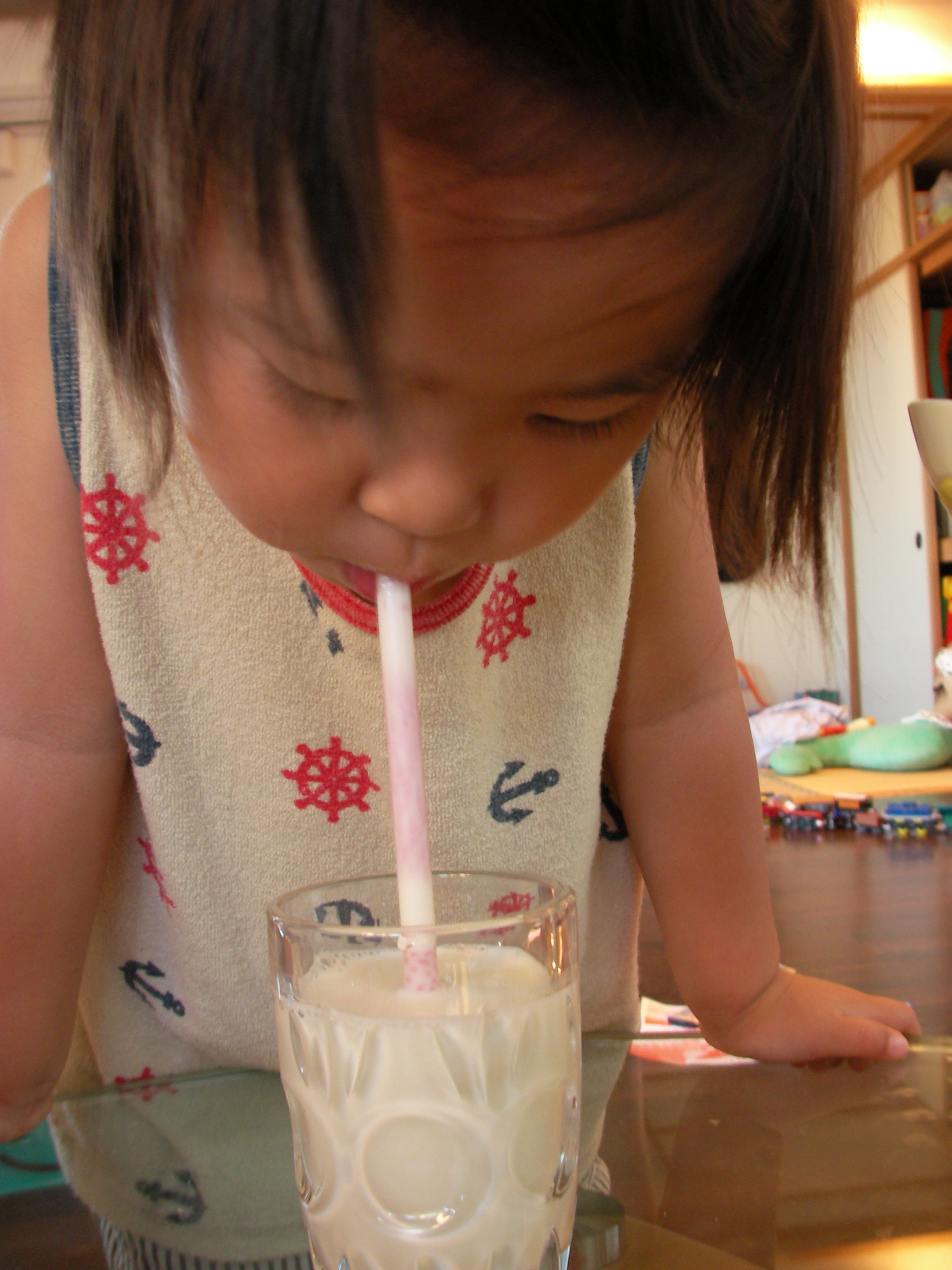
Une petite fille buvant à la paille

## Fonctionnement
Vide et ouverte à ses deux extrémités, la paille est remplie d'air. Si elle trempe dans un liquide, l'aspiration à l'autre extrémité attire d'abord tout l'air qui s'y trouve, avant d'aspirer le liquide lui-même. C'est pourquoi le diamètre d'une paille doit être suffisamment petit pour que l'utilisateur puisse aspirer l'air qui s'y trouve avant de boire le liquide.

## Autres utilisations
La paille peut aussi être utilisée pour expirer de l'air. Dans ce cas, celle-ci se transforme en sarbacane et peut envoyer des projectiles insérés à l'extrémité de la paille, voire l'emballage individuel qui entoure certaines pailles. La pression de l'air soufflé par la personne expulse l'objet.

## Fabricants
La plupart des fabricants se situent en Asie mais il existe de plus en plus de fabricants en Europe. En France, il existe par exemple les sociétés Soyez, Lespailles ou encore Plouzenn.

## Impact environnemental
Pour un article plus général, voir Pollution plastique.
La paille est un ustensile pratique, mais la pollution qu'elle engendre est énorme. Cet accessoire à verre à usage unique n'est en moyenne utilisé que 20 minutes. Du fait de sa petite taille, la paille est un des objets en plastique qui se retrouvent le moins dans les poubelles. Ce déchet fait partie des dix déchets les plus retrouvés sur les côtes marines. En effet, cet ustensile est très léger, il se retrouve donc dans la nature, comme dans les océans, où il met plusieurs milliers d'années avant d'entièrement disparaître. Cette dispersion dans la nature provoque un réel danger pour les animaux qui peuvent facilement ingérer l'une d'elles. De plus, même si les pailles sont mises dans les bonnes poubelles, elles sont souvent trop petites pour être recyclées et donc elles passent à travers les machines.
Depuis le 1er janvier 2021, la loi AGEC interdisant notamment les pailles en plastique (bioplastique, biosourcés ou encore compostables comme le PBS, PLA, PHA...) jetables est en vigueur dans toute l'Union Européenne. Pour remplacer celles-ci, il existe de nombreuses alternatives : des pailles en blé, en inox, en roseaux, en bambou, en papier ou encore en pâte ont fait leur apparition pour limiter les dégâts sur l'environnement.
En 2025, les pailles en plastique sont à nouveau autorisées aux Etats-Unis.

## Voir aussi

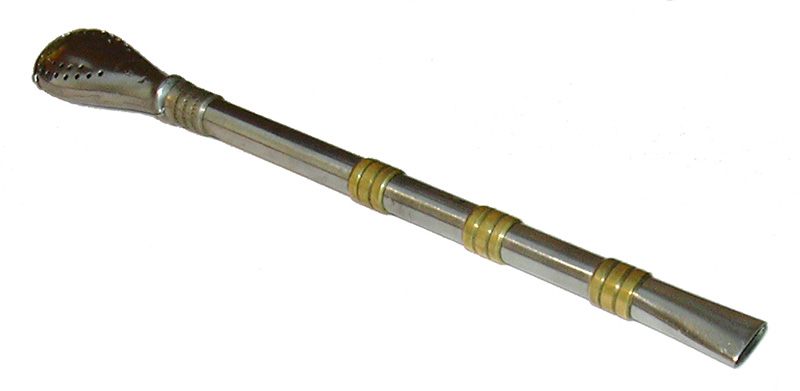
Une bombille